# Welcome the Night
Welcome the Night is het vijfde en meest recente studioalbum van de Amerikaanse rockband The Ataris. 
De band verliet het vorige label, Columbia Records, in juni 2006. Hierop richtten de leden van de band hun eigen label op genaamd Isola Records, wat bekend werd gemaakt op 7 november dat jaar. Isola Records werkte samen met het grotere Britse label Sanctuary Records om Welcome the Night uit te geven. Het album werd uiteindelijk uitgegeven op 20 februari 2007. In de eerste week na de uitgave van het album werden er meer dan 10.000 exemplaren verkocht.

## Nummers
1. "Not Capable of Love" - 3:29
2. "Cardiff-by-the-Sea" - 4:12
3. "New Year's Day" - 3:13
4. "Secret Handshakes" - 3:42
5. "The Cheyenne Line" - 3:11
6. "And We All Become Like Smoke" - 3:59
7. "Connections Are More Dangerous Than Lies" - 2:59
8. "Whatever Lies Will Help You Rest" - 3:32
9. "From the Last, Last Call" - 4:09
10. "When All Else Fails It Fails" - 3:34
11. "A Soundtrack for This Rainy Morning" - 4:47
12. "Begin Again from the Beginning" - 5:39
13. "Act V, Scene IV: and So It Ends Like It Began" - 5:56

## Band
- Kris Roe - zang, gitaar, slagwerk, theremin
- John Collura - gitaar, piano
- Paul Carabello - gitaar, zang, slagwerk
- Sean Hansen - basgitaar, zang, slagwerk, drums
- Shane Chikeles - drums, slagwerk
- Angus Cooke - cello, slagwerk
- Bob Hoag - piano, mellotron, slagwerk, zang